# Instituto Autónomo Ferrocarriles del Estado

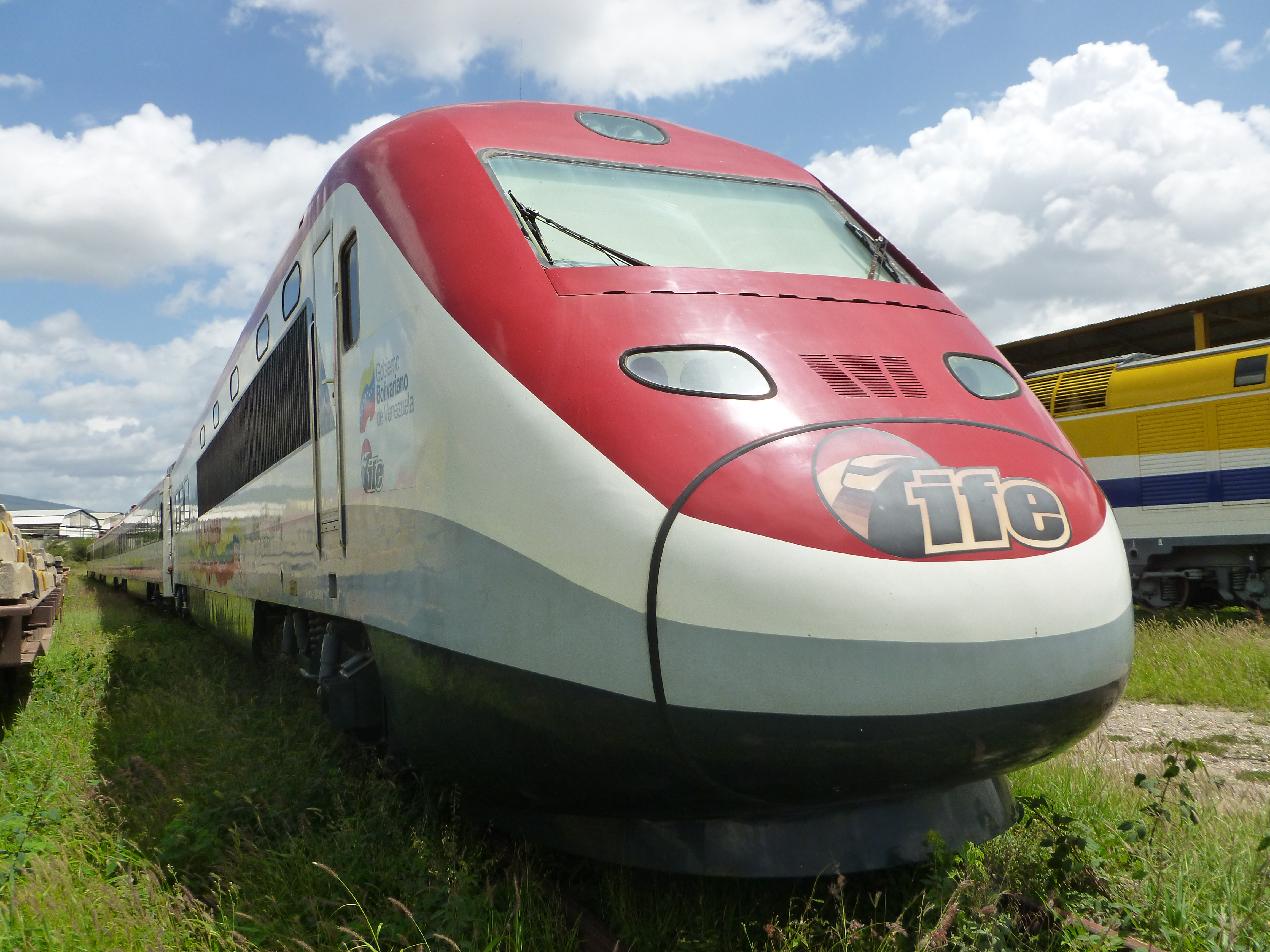
Train de fabrication chinoise pour le tronçon Simón Bolívar au Venezuela.

L'Instituto de Ferrocarriles del Estado (Institut des chemins de fer de l'état) (IFE) est un organisme dépendant du Ministère de l’Infrastructure vénézuélien, chargé de la mise en œuvre du plan ferroviaire national du pays.
3 projets sont en cours :
- réhabilitation du Système Centro-Occidental (voie unique) : Puerto Cabello – Barquisimeto / Acarigua,
- construction de Caracas — Cúa (double voie électrifiée), terminado,
- construction du Système Central : El Palito (13 km de Puerto Cabello) – Cagua (double voie électrifiée).